# Эшангузар
Эшангузар (узб. Eshonguzar / Эшонгузар) — посёлок городского типа, центр в Ташкентского района Ташкентской области, Узбекистан. Посёлок расположен в 13 км от железнодорожной станции Рахимов (на линии Ташкент — Сырдарьинская). В 2010-2017 годах входил в состав Зангиатинского района.
Статус посёлка городского типа с 1977 года. До 1990-х годов носил название Калинин.

## Население
| 1979 | 1989 |
| ---- | ---- |
| 4119 | 6386 |